# Limitiamo i danni
Limitiamo i danni è il secondo album di Francesco Salvi, pubblicato nel 1990.

## Descrizione
A è la canzone che l'artista ha presentato al Festival di Sanremo 1990, in abbinamento con Papa Winnie.
Ti ricordi di me? è la canzone che ha fatto da colonna sonora del film Vogliamoci troppo bene, diretto dallo stesso Salvi.
Bachelite è la canzone composta l'anno precedente per Mina e pubblicata dalla cantante nel disco Uiallalla.
B (Lato B del 45 giri A) è la canzone che ha fatto da sigla di apertura per la trasmissione 8 millimetri.
L'Album è arrangiato da Mario Natale, Roberto Turatti e Silvio Melloni.

## Tracce
1. A – 3:43
2. Adele – 3:20
3. Ti ricordi di me? – 3:26
4. Per Elisa – 4:31
5. Colpa mia (Ulisse cha cha cha) – 4:10
6. Ba ba boogie – 3:38
7. Bachelite – 4:00
8. B – 3:29
9. Per Elisa (strumentale) – 4:31